# Setukeser
Setukeser (estniska: setukesed) är en folkgrupp, estniskt-ryskt blandfolk, som talar det finsk-ugriska språket setukesiska och omfattar den grekisk-ortodoxa religionen, och som bebor gränsområdet mellan sydöstra Estland och nordvästra Ryssland.
Det finns omkring 15 000 setukeser, varav merparten i den historiska regionen Setumaa, som ligger i både de sydöstra estniska landskapen Põlvamaa och Võrumaa och Petjorskijdistriktet i Pskov oblast i Ryssland. I Pskov oblast är setukeserna en officiell etnisk minoritet. Huvudorten i det område, väster och sydväst om Pskovsjön som bebos av setukeser, är Petseri (ryska: Печо́ры, Petjory), och där finns fortfarande en bondebefolkning  som talar setukesiska, som kan ses som en estnisk språkvariant eller som ett eget språk.

## Historik

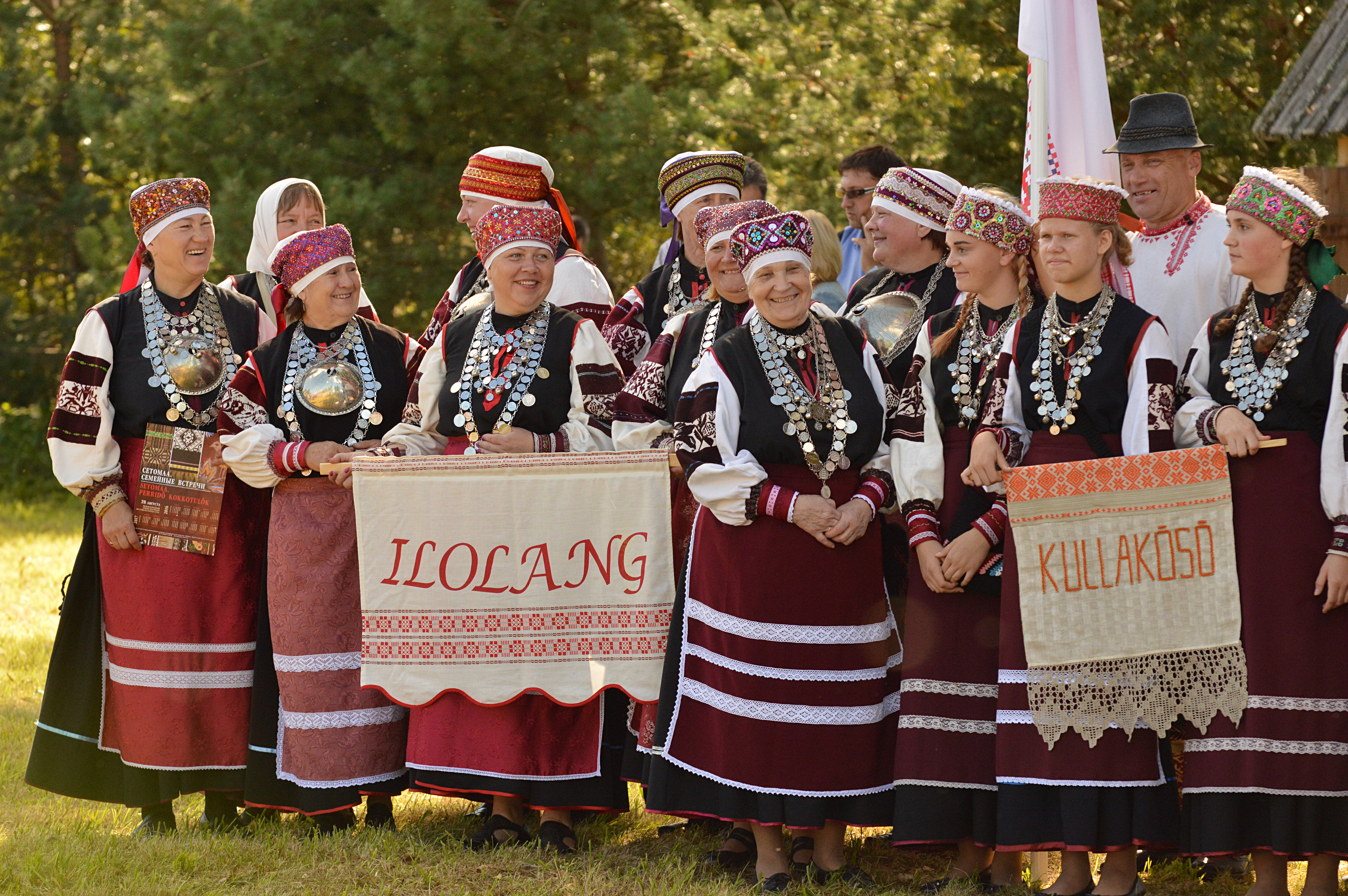
Setukeser vid en Radaja Seto kulturfestival 2016

Från 600-talet migrerade slaviska folk åt nordöst in mot landområdet kring Uralbergen, vilket också medförde en folkblandning mellan slaviska och finsk-ugriska stammar i den södra delen av de områden som tidigare dominerats av finska stammar. Setukeserna började skilja ut sig från ester efter det att esterna tvångskristnats till katoliker under 1200-talet, medan de som var bosatta i nationen Novgorod behöll sin hedniska tro. Senare under 1400-talet övergick de till ortodox kristen religion, men behöll en del nedärvda trosföreställningar. Senare fördes element av katolicism in med estniska kolonister, medan dessa troselement så gott som försvann i själva Estland efter reformationen där.
Med det  rysk-estniska fredsfördraget i Tartu 1920 avstod Ryssland Setomaa till den nyskapade Republiken Estland, och denna inkorporerades i landskapet Petserimaa. Efter andra världskriget, då Republiken Estland inlemmades i Sovjetunionen, reviderades gränsen mellan Estniska socialistiska sovjetrepubliken och Ryska socialistiska federativa sovjetrepubliken. Denna gräns blev den nya nationsgränsen 1991.

## Kultur
Setukeserne är kända för sina rika sångtraditioner, sina elaborerade folkdräkter och sitt smyckeshantverk. Setukesernas kultur blomstrade upp under det tidiga 1900-talet, då många nationella föreningar bildades, och antalet som benämnde sig setukeser nådde då sitt maximum. Efter Estlands självständighetsförklaring 1918 bedrev den nya regimen en estnifieringspolitik, vilken ledde till att setukeserna mer eller mindre upphörde som en särskild språkminoritet i Estland. Också i Ryssland minskade antalet setukeser kraftigt på grund av utbredning av estniska som skolspråk, blandäktenskap och emigration till Estland.